# نبهان
نبهان (الختيق) قرية سعودية، تتبع مركز الزيمه في منطقة مكة المكرمة. تقع في شمال شرق مكة المكرمة بمسافة ( ) كم.